# YUUGA
YUUGA（ゆうが、2001年10月24日 - ）は、日本のアイドルである。佐賀県出身。所属事務所は株式会社チタノタ企画。

## 来歴・人物
- 関西コレクションエンターテインメント福岡校出身
- 福岡発ダンス&ボーカルユニット「TwinBee」として活動していた
- 第一薬科大学附属高等学校出身
- 男装アイドルグループ風男塾の元メンバーでもある。パーソナルカラーは雅（紫）色
- 特技はものまね
- MixChannel BLACKPINKダンスコンテスト優勝
- BLACKPINK　公式ダンスアンバサダーに任命されている

## 経歴
2014年
- 11月21日、ダンス&ボーカルユニット「TwinBee」のYUUGAとして活動開始。

2019年
- 5月1日、TwinBeeを解散することを報告した[1]。
- 6月1日、TwinBeeラストライブをもって解散。

2020年
- 1月7日「偉舞喜 雅(いぶき みやび)」として風男塾に加入。
- 3月1日、私立第一薬科大学附属高等学校を卒業したことを自身のTwitterで報告した[2]。

2022年
- 4月8日、duo MUSIC EXCHANGEで開催された「神那橙摩・偉舞喜雅 卒業公演『I’m always on your side.』」を持って、風男塾を卒業した。
- 4月30日、自身のTwitterで同日付でケイダッシュステージを退社したことを報告した。

2023年
- 8月7日「少年秘密倶楽部」公式Xにて「タツキ」のビジュアル公開後、「YUUGA」Xアカウントにてメンバー加入を報告
- 8月10日　1周年記念ライブ（東京キネマ倶楽部）にてデビュー

## 出演

### ラジオ
- コミュニティ天神ラジオ〜あいくるラジオ〜(2019年4月28日 - 2020年1月5日、コミュニティ天神ラジオ) MC

### CM
- ふりそでアリス博多 専属振袖モデル

### ライブ・イベント
2017年
- ミスユニバースジャパン長崎大会2017
  - ゲストダンサー出演

2018年
- ミスユニバース佐賀大会2018
  - ゲスト出演
- 関西コレクション2018ｓ/ｓ ＠京セラドーム
- ＫＣＯＮ2018　JAPAN ＠幕張メッセ

年度不明
- C&K 海の中道野外ライブ バックダンサー
- ＢＲＩＤＧＥＴ 福岡公演 バックダンサー
- ＭＡＹ’Ｓ ＴＯＵＲ 福岡公演 バックダンサー
- 広瀬香美 25th anniversary バックダンサー
- 宗像フェス Ｃ＆Ｋ バックダンサー

## 脚引
1. ↑  COCORO(BYME) (2019年5月1日). “こころの言葉で...”. Twitter. 2020年1月21日閲覧。
2. ↑  YUUGA (2020年3月1日). “高校卒業しました🌸”. Twitter. 2020年3月24日閲覧。